# Nationale minderheid (Europa)
Een nationale minderheid is een minderheid, die onder de bepalingen van het Kaderverdrag inzake de bescherming van nationale minderheden van de Raad van Europa valt.

## Juridische basis
Het begrip heeft een juridische status, die bepaalde rechten voor onder andere het onderwijswezen en de taal garandeert. Het onderscheid tot etnische minderheid is er in gelegen dat een nationale minderheid nationale, en voor de Europese eenwording betekende dat staatvormende aspiraties heeft. Dat is nog steeds het geval onder bijvoorbeeld Basken, Catalanen en Schotten.  Soms is de minderheid etnisch verbonden en politiek geëngageerd met een natie die in een andere, als regel naburige staat waar zij de nationale bevolking vormt (zoals de Denen in Duitsland, Hongaren in Roemenië en Slowakije, Italianen in Slovenië, en de Duitse minderheden in Midden-Europa). Soms worden autochtone etnische minderheden ook,  maar verwarrend, als nationaal aangeduid zoals de Friezen in Duitsland en Nederland, de Sorben in Duitsland en de Kasjoeben in Polen. Omdat onder deze minderheden nationale, in de zin van staatsvormende, aspiraties ontbreken of hooguit bij kleine, niet representatieve groepen leven, kan men voor hun beter de term etnische minderheid gebruiken. Echter, nu worden op verwarrende wijze de termen etnische en nationale minderheid door elkaar gebruikt en vervaagt een duidelijke definitie in de nadere Europese bepalingen die zich baseren op een Engelse grondtekst. In het Engels worden namelijk nation, nationality, ethnicity en people zonder noemenswaardig onderscheid gebruikt, wat de duidelijkheid niet ten goed komt.    
Op Europees niveau wordt het begrip nationale minderheid vaak als verzamelbegrip voor religieuze, taalkundige, etnische en culturele minderheden toegepast. Zowel in documenten van de Raad van Europa als ook in documenten van de Organisatie voor Veiligheid en Samenwerking in Europa (OVSE), zoals de Framework Convention for the Protection of National Minorities, wordt de term nationale minderheid in brede zin gebruikt. Deze organisaties geven daarin echter geen alomvattende geaccepteerde definitie van het begrip. In 1993 is bij een parlementaire vergadering van de Raad van Europa nog wel getracht om tot een definitie te komen. In het concept voor een aanvullend protocol van het Europees Verdrag voor de Rechten van de Mens betreffende de bescherming van nationale minderheden (die niet tot stand kwam) werd de nationale minderheid gedefinieerd als een groep mensen, die:
- In een bepaald territorium binnen een staat inheems zijn,
- Een vaste en langdurige binding met de staat hebben waarin zij leven,
- Bijzondere etnische, culturele, religieuze en taalkundige kenmerken bezitten,
- Duidelijk te onderscheiden zijn als een numerieke minderheid van de rest van de staatsbevolking of een regio binnen deze staat,
- Zelf de intentie bezitten om voor hun identiteitsbepalende kenmerken, met name op het gebied van cultuur, tradities, geloof of taal, gemeenschappelijk te willen behouden.

## Nederland en België
In februari 2005 ratificeerde Nederland het kaderverdrag waarna deze in juni 2005 van kracht werd. Nederland specificeerde de Friezen als nationale minderheid. In Duitsland werd het verdrag geratificeerd in 1997 en van kracht in 1998. Ook Duitsland specificeerde de Friezen als nationale minderheid (alsmede ook de Denen, Sorben en Roma en Sinti). De Friezen werden eind tachtiger jaren van de 20e eeuw reeds als nationale minderheid door artikel vijf van de deelstaatwet van Sleeswijk-Holstein erkend. In Nederland is voorafgaande aan de ratificatie gesproken over het mogelijk erkennen van de Roma en Sinti in Nederland. Hier is uiteindelijk niet voor gekozen. België heeft het verdrag wel ondertekend maar tot dusver nog niet geratificeerd.
Nederland heeft als definitie voor een nationale minderheid de volgende criteria vastgesteld:
- Leden hebben een Nederlandse nationaliteit,
- Onderscheiden zij zich van de meerderheid van de bevolking door eigen taal, cultuur, geschiedenis en dus door hun eigen identiteit,
- Zij willen deze identiteit ook bewaren,
- Zij zijn van oudsher op op het grondgebied van Nederland gevestigd waar zij
- van oudsher wonen binnen een specifieke regio, waarvoor zij ook identiteitsbepalend zijn.

Duitsland heeft met betrekking tot zijn nationale minderheden een soortgelijke definitie, ook op basis van vijf criteria, vastgesteld.